# Loud Records
Loud Records (Acronimo inverso di Listeners of Urban Dialect) è un'etichetta discografica statunitense, sussidiaria della Arista Records fondata da Steve Rifkind nel 1992, specializzata nell'hip hop.

## Storia
Rifkind iniziò la sua carriera di produttore collaborando con l'etichetta discografica di suo padre, la Spring Records. Dopo aver viaggiato per due anni per gli Stati Uniti, si stabilì a Los Angeles dove collaborò con l'etichetta discografica Delicious Vinyl, lavorando agli album di Tone Lōc e Young MC.
Nel 1992 Rifkind fondò la Loud Records che esordì pubblicando l'album di debutto di Tung Twista, Runnin' Off at da Mouth, appoggiandosi per la distribuzione alla Zoo Entertainment. L'album non ebbe particolare successo di vendite, e Rifkind decise di abbandonare la distribuzione della Zoo per passare alla RCA. Nel 1993 l'etichetta si impose all'attenzione nazionale con gli album Look Ma Duke, No Hands di Mad Kap, 21 & Over dei Tha Alkaholiks e soprattutto Enter the Wu-Tang (36 Chambers), esordio dei Wu-Tang Clan, certificato triplo disco di platino e considerato uno dei migliori album hip hop di tutti i tempi
L'anno seguente si unirono all'etichetta anche i Mobb Deep che avevano abbandonato la 4th & B'way Records, pubblicando il singolo Shook Ones, Part I" e poi l'anno successivo l'album The Infamous, che ottiene un ottimo riscontro di vendite e critica. Nel 1995 arriva anche l'album d'esordio solista di Raekwon, Only Built 4 Cuban Linx..., che guadagna anch'esso un disco di platino.
I ripetuti successi di vendite portano la Loud Records al centro dell'interesse delle major, e nel 1996 Rifkin decide di venderne il 50% alla RCA Records. Il catalogo dell'etichetta continuò ad arricchirsi con gli album di debutto di Cella Dwellas, Delinquent Habits', Sadat X  con Wild Cowboys e soprattutto Xzibit che nell'ottobre del 1996 pubblicò l'acclamato At the Speed of Life. L'anno si chiuse con il terzo album dei Mobb Deep,Hell on Earth pubblicato a novembre.